# Giornale di Fiume
Giornale di Fiume (1865., 1870. – 1871.) jedne su od povijesnih riječkih novina. 

## Povijest publikacije
Prvi broj izašao je 7. siječnja 1865., no već iste godine u prosincu novine se prestaju tiskati. Bile su tjednik, a zbog mnogih ilustracija izgledale su više kao časopis, nego kao novine. Ponovno izlaze u prosincu 1870., ali krajem 1871. godine u potpunosti prestaju s izlaženjem.
Godine 1865. tiskale su se u tiskari Emidia Mohovicha (Stabilimento tipo-litografico Fiumano), koji ih i uređuje.
Od 1870. do 1871. tiskaju se u tiskari "Patriottica Fiumana", a uređuje ih dr. Carlo Salvadori (od 20. prosinca 1870. do 30. prosinca 1871.). Novine su izlazile svaki dan osim ponedjeljka. Sadržajno i grafički odudaraju od istoimenih novina iz 1865. godine. Većeg su formata i bez ilustracija, a sadržajno definirane podnaslovom. Donosile su trgovačke, pomorske i političke vijesti i članke iz kulture.

## Vanjske poveznice
- Digitalizirane novine u fondu SVKRI. libraries.uniri.hr. Pristupljeno 7. ožujka 2023.